# بیمارستان هیئت آمریکایی
بیمارستان هیئت آمریکایی (به عربی: مستشفی الإرسالیة الأمریکیة) یک بیمارستان در بحرین است که در منامه واقع شده‌است.